# Державний кордон Кіпру

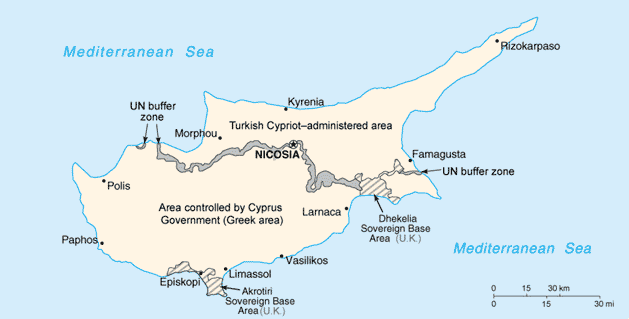
Карта Кіпру

Державний кордон Кіпру — державний кордон, лінія на поверхні Землі та вертикальна поверхня, що проходить по цій лінії, що визначають межі державного суверенітету Кіпру над власними територією, водами, природними ресурсами в них і повітряним простором над ними.

## Сухопутний кордон
Загальна довжина державного кордону — 156 км, країна межує з територіями суверенних військових баз Великої Британії — Акротирі (48 км) і Декелія (108 км). Уся територія країни суцільна, тобто анклавів чи ексклавів не існує.
Ділянки державного кордону
| Держава         | Ділянка  | Довжина (км) | Прикордонні регіони | Примітки |
| --------------- | -------- | ------------ | ------------------- | -------- |
| Велика Британія | Акротирі | 48           |                     |          |
| Велика Британія | Декелія  | 108          |                     |          |

## Морські кордони
Острів омивається водами Середземного моря. Загальна довжина морського узбережжя 648 км. Країни-сусіди: на півночі — Туреччина (65 км морем); на сході — Сирія, Ліван, Ізраїль — (110 км морем); на півдні Єгипет — (400 км морем); на заході — острови Греції Родос і Карпасос (800 км морем до материкової Греції). Згідно з Конвенцією Організації Об'єднаних Націй з морського права (UNCLOS) 1982 року, протяжність територіальних вод країни встановлено в 12 морських миль (22,2 км). Прилегла зона, що примикає до територіальних вод, в якій держава може здійснювати контроль, необхідний для запобігання порушенням митних, фіскальних, імміграційних або санітарних законів, простягається на 24 морські милі (44,4 км) від узбережжя (стаття 33). Континентальний шельф — до глибин 200 м.

## Спірні ділянки кордону
На півночі острова Кіпр знаходиться самопроголошена Турецька Республіка Північного Кіпру відділена від контрольованої кіпрським урядом території буферною зоною під контролем миротворців ООН.